# Liste der Monuments historiques in Caudrot
Die Liste der Monuments historiques in Caudrot führt die Monuments historiques in der französischen Gemeinde Caudrot auf.

## Liste der Objekte
| Bezeichnung           | Beschreibung               | Standort                           | Kennzeichnung | Schutzstatus | Datum | Bild |
| --------------------- | -------------------------- | ---------------------------------- | ------------- | ------------ | ----- | ---- |
| Wandmalereien im Chor | Mitte des 19. Jahrhunderts | in der Kirche St-Christophe (Lage) | PM33000462    | Classé       | 1983  |      |